# Pradawny ląd 6: Tajemnica Jaszczurczej Skały
Pradawny ląd 6: Tajemnica Jaszczurczej Skały (ang. The Land Before Time VI: The Secret of Saurus Rock) – amerykański film animowany dla dzieci.
Opowiada dalszych losach pięciu dinozaurów: Liliputa (apatozaur), Cery (triceratops), Pterusia (pteranodon), Kaczusi (zaurolof) i Szpica (stegozaur).

## Opis fabuły[1]
Bliźniaczki Dina i Dana, będące pod opieką Cery, udają się w tajemnicy na poszukiwanie Jaszczurczej Skały, która według legendy chroni Wielką Dolinę przed nieszczęściami. Cera wraz z przyjaciółmi Liliputem, Kaczusią, Pterusiem i Szpicem wyrusza ich śladem.

## Obsada oryginalna
- Thomas Dekker - Liliput (głos)
- Aria Noelle Curzon - Kaczusia (głos)
- Jeff Bennett - Pteruś/Szpic(głos)
- Anndi McAfee - Cera (głos)
- Kris Kristofferson - Doc (głos)
- Kenneth Mars - dziadek (głos)
- Danny Mann - Allozaur (głos)
- John Ingle - ojciec Cery (głos)
- Sandy Fox - Dinah (głos)
- Miriam Flynn - babcia (głos)
- Nancy Cartwright - Dana (głos)

## Wersja polska
Opracowanie wersji polskiej: TELEWIZJA POLSKA

Reżyseria: Krystyna Kozanecka

Dialogi i tłumaczenie: Katarzyna Dziedziczak

Dźwięk i montaż: Urszula Bylica

Kierownik produkcji: Anna Jaroch

Wystąpili:
- Beata Wyrąbkiewicz - Cera
- Marek Molak - Liliput
- Jacek Bończyk - Pteruś
- Olga Bończyk - Kaczusia
- Jolanta Wołejko - Babcia Liliputa
- Paweł Szczesny - Dziadek Liliputa
- Jacek Mikołajczyk - Bron, tata Liliputa /Wielki Tatko
- Aleksander Mikołajczak - Pan Trójnóg, tata Cery
- Kajetan Lewandowski - Liliput/Skikacz
- Ewa Serwa - Mama Liliputa/Tria
- Agnieszka Kunikowska - Babcia Liliputa